# اچ‌ام‌اس اچ۸
اچ‌ام‌اس اچ۸ (به انگلیسی: HMS H8) یک زیردریایی بود که طول آن ۱۵۰ فوت ۳ اینچ (۴۵٫۸۰ متر) بود. این زیردریایی در سال ۱۹۱۵ ساخته شد.